# Lubomír Jedek
Lubomír Jedek (* 21. června 1962, Gottwaldov) je bývalý československý motocyklový závodník, reprezentant v ploché dráze.

## Závodní kariéra
V Mistrovství Československa a Česka jednotlivců startoval v letech 1981-1998, nejlépe skončil v letech 1986 a 1991 na 3. místě. V Mistrovství Československa juniorů startoval v letech 1979-1983, v roce 1982 skončil na 2. místě a v roce 1983 na 3. místě. V Mistrovství Československa na dlouhé ploché dráze skončil na 8. místě v roce 1984 a na 5. místě v roce 1985. V letech 1984-1993 startoval v kvalifikačních závodech mistrovství světa jednotlivců, nejlépe skončil v roce 1984 na 9. místě v kontinentálním finále. V Mistrovství světa družstev startoval v letech 1985-1988. V roce 1981 skončil na 9. místě ve finále mistrovství světa juniorů. V Mistrovství světa na dlouhé ploché dráze startoval v letech 1984-1987, nejlépe skončil na 10. místě ve světovém finále 1987.

## Mistrovství Československa a Česka jednotlivců na klasické ploché dráze
- 1981 – 15. místo
- 1982 – 20. místo
- 1984 – 6. místo
- 1985 – 6. místo
- 1986 – 3. místo
- 1987 – 4. místo
- 1988 – 4. místo
- 1989 – 11. místo
- 1990 – 4. místo
- 1991 – 3. místo
- 1993 – 13. místo
- 1994 – 14. místo